# Isidoro (sacerdote egizio)
Isidoro (ca. 139) è stato un sacerdote egizio durante il dominio romano dell'Egitto.

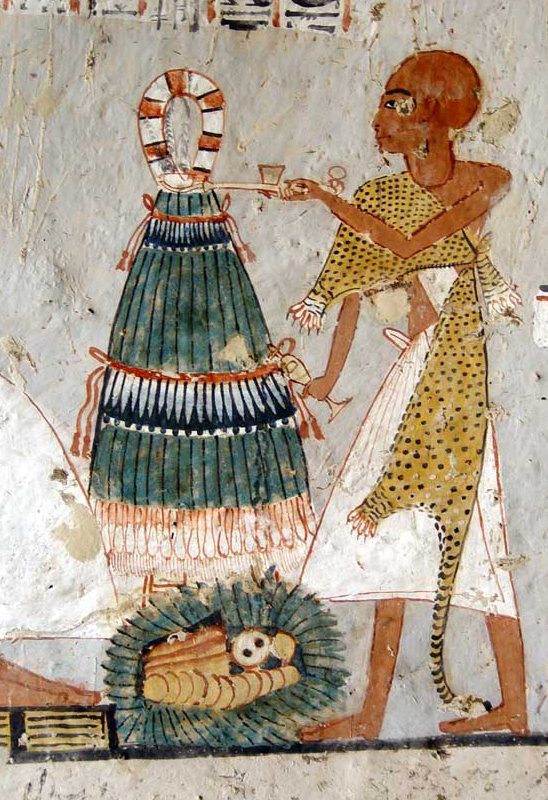
Un sacerdote della antica religione egizia, da una pittura tebana del Nuovo Regno

Guidò la rivolta dei nativi egizi contro il governo dei Romani, durante il principato di Marco Aurelio.

## Biografia

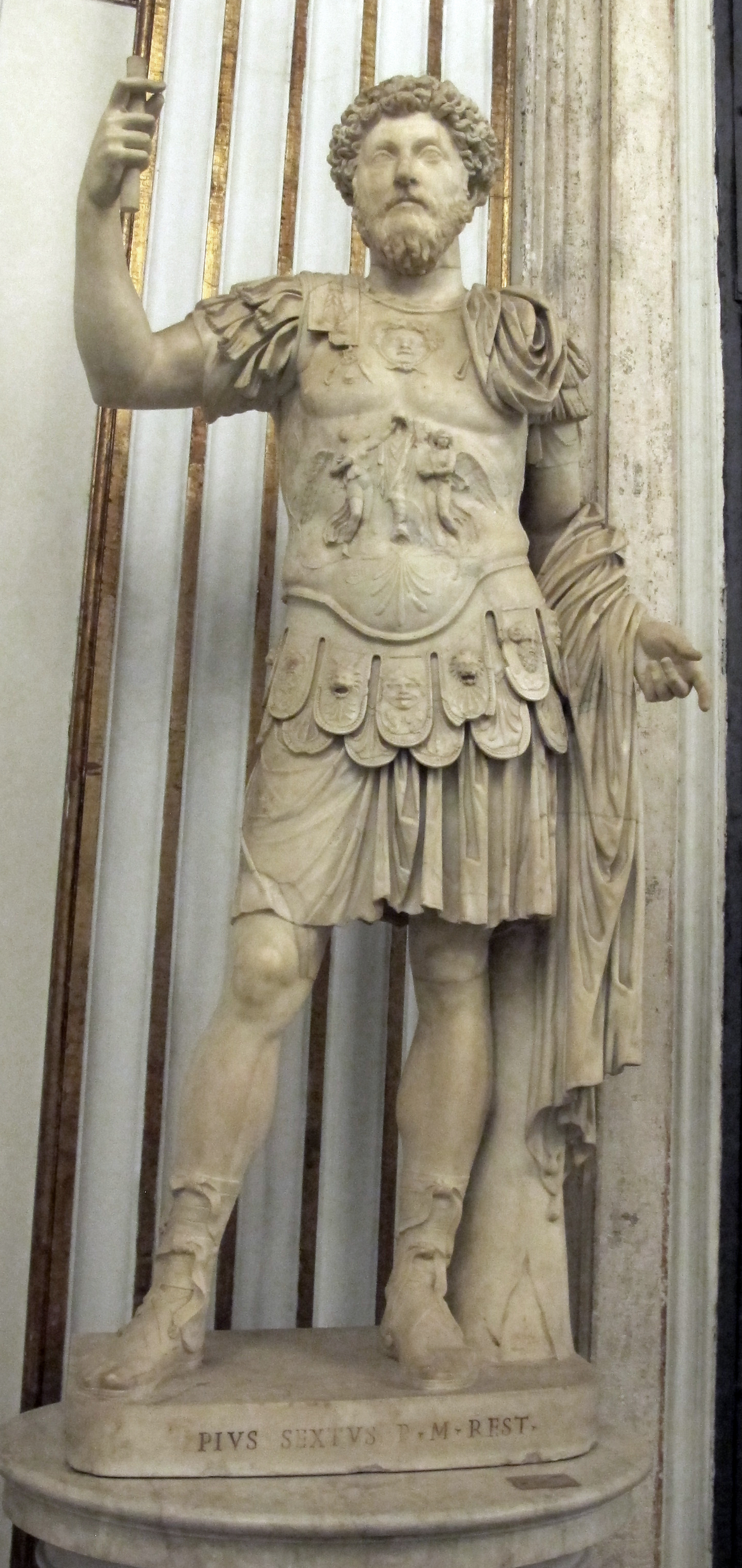
Statua di Marco Aurelio. Musei Capitolini

Secondo lo storico romano Cassio Dione, Isidoro superò tutti i suoi conterranei in zelo e coraggio nella sommossa contro Roma cui fu alla testa (sommossa che viene ricordata come Guerra Bucolica). Essa scoppiò fra il 172 e il 173 come risultato della intollerabile tassazione cui erano sottoposti i mandriani (boukoloi) delle paludi intorno ad Alessandria d'Egitto, nel Delta del Nilo. Le condizioni di vita di questi uomini e delle loro famiglie erano miserabili: vivevano su povere barche nutrendosi quasi esclusivamente di pesce essiccato. Quando insorsero riuscirono a portare dalla loro parte gli abitanti delle zone circostanti; il sacerdote Isidoro, che era un nativo egiziano, divenne il loro capo. 
La precisa ricostruzione degli eventi è resa difficile da una pesante componente leggendaria; per esempio, si diceva che i ribelli avessero giurato sulle viscere di un uomo di cui si sarebbero poi cibati. All'inizio gli Egiziani sembrarono avere la meglio sui Romani: erano quasi sul punto di impadronirsi di Alessandria, quando Gaio Avidio Cassio, governatore della Siria, si mosse contro di loro. Avidio Cassio non volle attaccare i ribelli tutti insieme, poiché gli sembravano troppo numerosi, forti e motivati; la sua tattica fu invece quella di causare divisioni e discordie, per poi sottometterli una volta indeboliti. Durante e dopo la vicenda, Isidoro venne considerato un eroe nazionale.
La rivolta ebbe effetti nefasti per l'Egitto: danneggiò molto l'economia egiziana e segnò l'inizio di un declino generale della società nella Valle del Nilo.